# Centro para la Economía y la Política del Cambio Climático

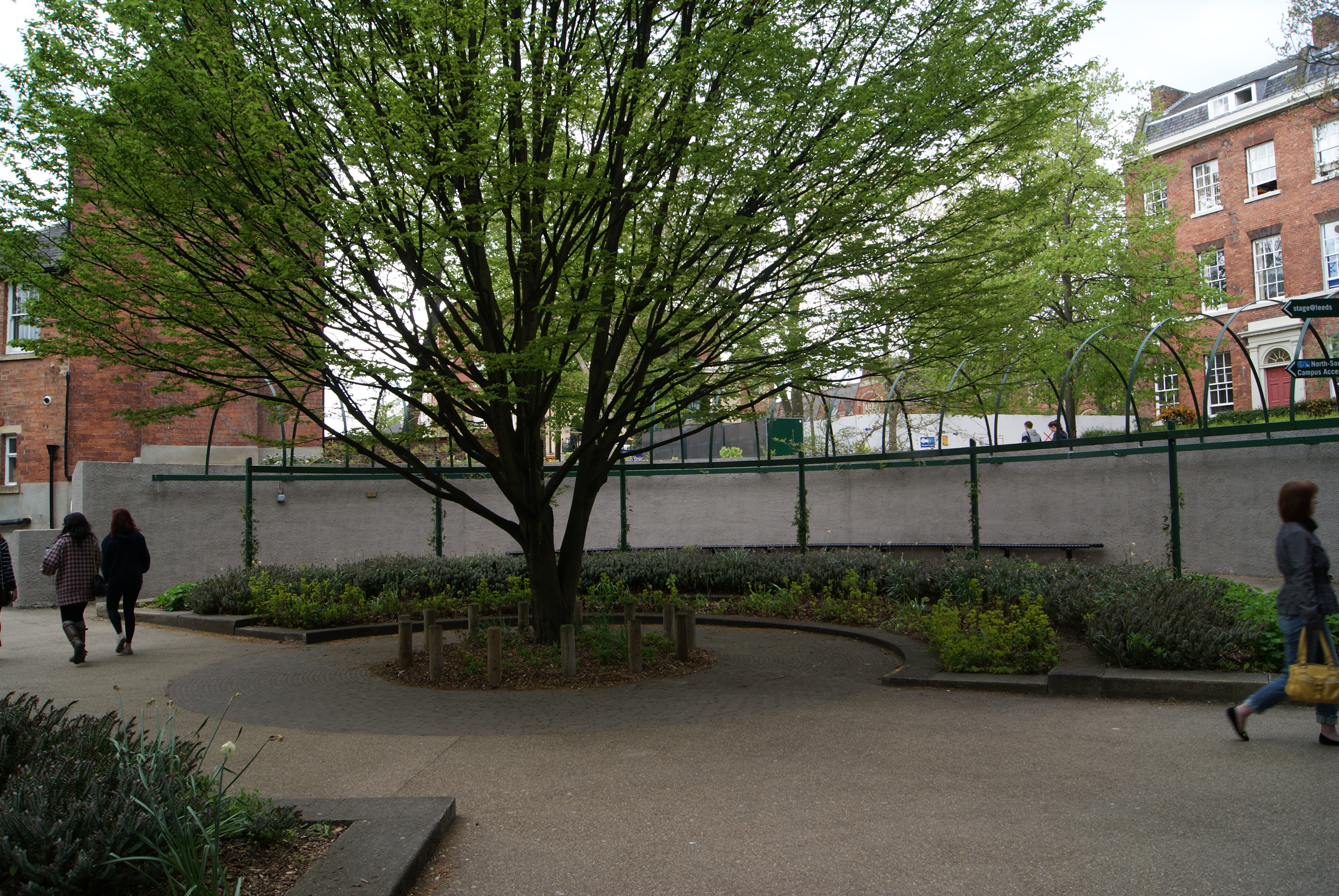
Árbol en la Universidad de Leeds, una de las dos sedes del Centro para la Economía y la Política del Cambio Climático

El Centro para la Economía y la Política del Cambio Climático (CCCEP por sus siglas en inglés) es un centro de investigación sobre el calentamiento mundial en Inglaterra, que estudia la Economía del cambio climático. Está albergado conjuntamente por la Universidad de Leeds y la Escuela de Economía y Ciencias Políticas de Londres (LSE por sus siglas en inglés).
El CCCEP es parte del Instituto de Investigación Grantham sobre el Cambio Climático y el Medio Ambiente, que está presidido por Lord Nicholas Stern de Brentford, execonomista jefe del Banco Mundial y autor del ampliamente conocido Informe Stern.
El CCCEP se fundó en 2008. Su misión es promover la acción pública y privada contra el cambio climático a través de una investigación rigurosa e innovadora. Para cumplir esta misión tiene 7 temas de investigación en su programa de fase 3:
1. Información climática para la adaptación
2. Competitividad en la economía baja en carbono
3. Incentivos para el cambio de comportamiento
4. Integración de políticas climáticas y de desarrollo para un desarrollo compatible con el clima (desarrollo sostenible)
5. Estrategias industriales bajas en carbono en contextos desafiantes
6. Ciudades bajas en carbono y resilientes al clima
7. Financiación de infraestructura sostenible

Según un informe publicado por el CCCEP en 2018 sobre la economía de la mitigación del cambio climático, los impactos económicos del cambio climático serán mucho mayores si se retrasan los recortes en las emisiones de gases de efecto invernadero.
El CCCEP es coanfitrión de la Red de Acción por el Clima basada en el lugar (P-CAN), que está financiada por el Consejo de Investigación Económica y Social (ESRC por sus siglas en inglés), un organismo estatal del Reino Unido. En España el equivalente sería el Consejo Superior de Investigaciones Científicas (CSIC).